# François Annibal II d'Estrées
François-Annibal II d'Estrées (1623 - Rome 30 janvier 1687) naît dans la Maison d'Estrées, une famille de la noblesse picarde. Il est le neveu de Gabrielle d'Estrée, favorite d'Henri IV. Il est le fils de François-Annibal d'Estrées (1573-1670), duc d'Estrées, maréchal et pair de France en 1663, et de sa deuxième épouse, Marie de Béthune (1602-1628), fille de Philippe de Béthune, comte de Selles, et descendant de la Maison de Béthune, une des plus anciennes familles nobles de France dont l'origine remonte au Xe siècle.
Il est le frère aîné de Jean II d'Estrées (1624-1707), comte d'Estrées, et du cardinal César d'Estrées (1628-1714), évêque de Laon.
Il devient duc d'Estrées à la mort de son père en 1670 et son fils François-Annibal III hérita de ce titre en 1687.

## Ambassadeur à Rome
Il est ambassadeur de France à Rome de 1672 à sa mort en 1687 sous les pontificats de Clément X (1670-1676) et d'Innocent XI (1676-1689). Il est en première ligne lors des conflits qui opposèrent dans la période Louis XIV au Saint-Siège. Il fut soutenu dans son action par son frère le cardinal César d'Estrées qui résidait à Rome.
Il meurt le 30 janvier 1687 à Rome. Le pape Innocent XI lui fit rendre les honneurs habituellement réservés aux Princes en raison de sa sagesse dans la conduite des intérêts de la France. Son corps fut apporté à Soissons et enterré dans l'église du couvent des Feuillants, que son père avait fait construire afin qu'elle devienne le lieu de sépulture de la famille. Son propre fils Jean d'Estrées, évêque de Laon, officie pour cette cérémonie.

## Mariage et descendance
François-Annibal II d'Estrées épouse en 1647 Catherine de Lauzières-Thémine, fille et héritière de Charles de Lauzières-Thémines et d'Anne Habert de Montmort (Anne Habert de Montmort était la belle-mère de François-Annibal en tant que deuxième épouse de son père ; Charles de Lauzières était le fils cadet du maréchal Pons de Lauzières-Thémines). Elle meurt en septembre 1684.
Le couple a trois enfants :
- François-Annibal III d'Estrées, duc d'Estrées, Pair de France, x 1° 1670 Madeleine de Lyonne, et 2° 1688 Madeleine-Diane de Bautru des Matras de Vaubrun, dame de Serrant, arrière-petite-fille de Guillaume II Bautru, d'où : 
  - (1°) quatre filles : Constance-Léonore, Marie-Yolande, Félicité-Perpétue, et Louise-Hélène d'Estrées ; et un fils, Louis-Armand d'Estrées de Lauzières-Thémines (1682-1723), marquis de Cœuvres, de Cardaillac et de Thémines, 4e duc d'Estrées, sans postérité de son union en 1707 avec Diane-Adélaïde Mancini-Mazarin (1687-1747), et ;
  - (2°) deux filles : Diane-Françoise-Thérèse, et Marie-Madeleine (Mlle de Thémines) d'Estrées ; et un fils, César-François-Annibal (vers 1695-1705).
- Louis-Charles d'Estrées, marquis de Thémines par substitution du nom, capitaine de vaisseau, mort le 5 mai 1672 ;
- Jean d'Estrées, abbé de Conches, duc et évêque de Laon en 1681 en remplacement de son oncle César d'Estrées, duc et Pair de France, docteur en Sorbonne, mort le 1er décembre 1694[3].